# Edzon Riquelme
Edzon Riquelme (Concepción, Chile, 29 de agosto de 1985) es un futbolista chileno. Jugó como defensa central. Jugó para la Selección de fútbol sub-20 de Chile en el Campeonato Sudamericano Sub-20 de Colombia 2005 y el Copa del Mundo Sub 20 Holanda 2005, siendo titular en algunos partidos de ambos torneos. 

## Clubes
| Club                | País  | Año       |
| ------------------- | ----- | --------- |
| Deportes Concepción | Chile | 2005-2008 |
| Naval               | Chile | 2009-2010 |
| Lota Schwager       | Chile | 2011      |